# Zahidne, Starobilsk
Zahidne (în ucraineană Західне) este un sat în comuna Sadkî din raionul Starobilsk, regiunea Luhansk, Ucraina.

## Demografie
Componența lingvistică a localității Zahidne
     Ucraineană (90%)
     Rusă (10%)
Conform recensământului din 2001, majoritatea populației localității Zahidne era vorbitoare de ucraineană (90%), existând în minoritate și vorbitori de rusă (10%).